# Ihab Kareem
Ihab Kareem (26 de Janeiro de 1981 - Bagdá, 20 de Fevereiro de 2007), foi um futebolista Iraquiano, que jogava ao ataque, no meio campo, para o Al Sinaa, equipa a competir no campeonato da  Super Liga Iraquiana.
Morreu aos 26 anos de idade, num hospital da capital iraquiana, em consequência de um ataque bombista, ocorrido no dia 12 de Fevereiro de 2007, na zona comercial de Al Shourja, em Bagdá, quando andava às compras com Ahmed Naser, seu colega de equipa. O atentado, provocado pela explosão de um carro-bomba, causou a morte a mais de 80 pessoas, e fez com que também Naser se perdesse para o futebol, já que lhe foi amputada uma das pernas em consequência dos ferimentos sofridos.
Ambos os jogadores estavam marcados para virem a ser futuros jogadores da Seleção Iraquiana de Futebol. Kareem já havia representado o seu país nos Sub-17.
Devido aos conflitos que ocorrem no Iraque, os jogos do Campeonato Nacional estão a realizar-se com os portões fechados.